# Zlatko Dedič
Zlatko Dedič (Bihać, 5 oktober 1984) is een Sloveens voetballer, die sinds 2017 als aanvaller onder contract staat bij de Oostenrijkse club FC Wacker Innsbruck na jarenlang in Italië en Duitsland te hebben gespeeld. Hij maakte deel uit van de Sloveense selectie bij het WK voetbal 2010 in Zuid-Afrika.

## Interlandcarrière
Onder leiding van bondscoach Brane Oblak maakte Dedič zijn debuut voor het Sloveens voetbalelftal op 18 augustus 2004 in de vriendschappelijke interland tegen Servië en Montenegro, die eindigde in een 1-1 gelijkspel. Andere debutanten namens Slovenië in dat duel waren Borut Semler (Bayern München), Andrej Komac (ND Gorica), Branko Ilič (NK Olimpija Ljubljana) en Jalen Pokorn (Hapoel Nazareth Illit). Dedič viel in die wedstrijd na 67 minuten in voor Jalen Pokorn.
| Interlanddoelpunten | Interlanddoelpunten | Interlanddoelpunten | Interlanddoelpunten  | Interlanddoelpunten | Interlanddoelpunten | Interlanddoelpunten | Interlanddoelpunten |
| №                   | Datum               | Locatie             | Wedstrijd            | Goal(s)             | Score               | Uitslag             | Competitie          |
| ------------------- | ------------------- | ------------------- | -------------------- | ------------------- | ------------------- | ------------------- | ------------------- |
| 1                   | 6 september 2008    | Wrocław             | Polen – Slovenië     | Goal                | 1 – 1               | 1 – 1               | WK-kwalificatie     |
| 2                   | 9 september 2009    | Maribor             | Slovenië – Polen     | Goal                | 1 – 0               | 3 – 0               | WK-kwalificatie     |
| 3                   | 18 november 2009    | Maribor             | Slovenië – Rusland   | Goal                | 1 – 0               | 1 – 0               | WK-kwalificatie     |
| 4                   | 11 augustus 2010    | Ljubljana           | Slovenië – Australië | Goal                | 1 – 0               | 2 – 0               | Oefeninterland      |
| 5                   | 8 oktober 2010      | Ljubljana           | Slovenië – Faeröer   | Goal                | 5 – 0               | 5 – 1               | EK-kwalificatie     |
| 6                   | 9 februari 2011     | Tirana              | Albanië – Slovenië   | Goal                | 1 – 2               | 1 – 2               | Oefeninterland      |
| 7                   | 15 augustus 2012    | Ljubljana           | Slovenië – Roemenië  | Goal                | 2 – 0               | 4 – 3               | Oefeninterland      |
| 8                   | 15 augustus 2012    | Ljubljana           | Slovenië – Roemenië  | Goal                | 3 – 1               | 4 – 3               | Oefeninterland      |